# Praga E-210
Praga E-210 là một loại máy bay du lịch 4 chỗ, do Tiệp Khắc chế tạo vào cuối thập niên 1930.

## Quốc gia sử dụng
Slovakia
- Không quân Slovak (1939-1945)

## Tính năng kỹ chiến thuật (E-210)
Dữ liệu lấy từ Grey 1972, tr. 94c
Đặc tính tổng quan
- Kíp lái: 1/2
- Sức chứa: 2/3 (4 người tất cả)
- Chiều dài: 8,5 m (27 ft 11 in)
- Sải cánh: 12,5 m (41 ft 0 in)
- Chiều cao: 2,07 m (6 ft 9 in)
- Diện tích cánh: 17,5 m2 (188 foot vuông)
- Trọng lượng rỗng: 730 kg (1.609 lb)
- Trọng lượng có tải: 1.250 kg (2.756 lb)
- Động cơ: 2 × Walter Minor , 63 kW (85 hp)  mỗi chiếc

Hiệu suất bay
- Vận tốc cực đại: 230 km/h (143 mph; 124 kn)
- Vận tốc hành trình: 210 km/h (130 mph; 113 kn)
- Tầm bay: 600 km (373 mi; 324 nmi)
- Trần bay: 4.500 m (14.764 ft)
- Thời gian lên độ cao: 13,6 phút lên độ cao 2.000 m (6.560 ft)